# Torrox
Torrox è un comune spagnolo di 16 465 abitanti situato nella comunità autonoma dell'Andalusia.